# São Miguel (Jarmelo)
São Miguel do Jarmelo ist ein portugiesischer Ort und eine ehemalige Gemeinde (Freguesia) im Kreis Guarda. Die Gemeinde hatte 188 Einwohner (Stand 30. Juni 2011).
Am 29. September 2013 wurden die Gemeinden Jarmelo (São Miguel) und Ribeira dos Carinhos zur neuen Gemeinde Jarmelo São Miguel zusammengeschlossen. Jarmelo (São Miguel) ist Sitz dieser neu gebildeten Gemeinde.